# Acceso múltiple por división de momento angular orbital de la luz
El acceso múltiple por división de momento angular orbital de la luz —OAM por sus siglas en inglés— es un método de multiplexación de señales electromagnéticas que usa el momento angular orbital de las ondas electromagnéticas para distinguir entre las diferentes señales ortogonales.
El momento angular orbital de la luz es una de las dos formas en las que se manifiesta el momento angular de la luz, junto con el momento angular de espín de la luz, que no debe confundirse con el primero. De este último se pueden obtener sólo dos estados cuánticos ortogonales entre sí, que se corresponden a los dos modos de polarización circular, y que se demuestra que son equivalentes a una combinación de multiplexación de polarización y desplazamiento de fase. El acceso múltiple por división de momento angular orbital de la luz puede, en teoría, hacer uso de un número ilimitado de estados cuánticos con los que poder establecer muchos canales de comunicación, con la única limitación de las técnicas ópticas.
Aunque las técnicas de acceso múltiple por división de momento angular orbital de la luz se muestran capaces de proveer una mejora significativa del ancho de banda en comparación con otras técnicas de multiplexación, se trata aún de una técnica experimental que no ha salido de los laboratorios.

## Historia
El acceso múltiple por división de momento angular orbital de la luz se demostró usando rayos de luz a principios de 2004. Desde entonces, la actividad investigadora se ha centrado en dos áreas: transmisión con radiofrecuencias y transmisión óptica.

### Radiofrecuencias
Un experimento en el 2011 demostró que se podía multiplexar señales de radio incoherentes y transmitirlas a una distancia de 442 m. Sin embargo, existen críticas que afirman que este método no mejora los parámetros de transmisión que se pueden lograr con los sistemas de radiofrecuencias que usen tecnologías ya existentes como el MIMO, ya que desde el punto de vista teórico las técnicas convencionales de MIMO podrían duplicar los resultados obtenidos con técnicas basadas en el OAM, por lo que no supondría una mejora significativa.
En noviembre de 2012 se materializaron más actores que criticaron la base teórica de esta técnica, pues unos sostenían que ésta no era más que una implementación más de MIMO, mientras que otros sostenían que era un fenómeno distinto al descrito por dicha técnica.

### Ópticas
La multiplexación por división de momento angular orbital de la luz tendría un nicho muy importante en la comunicación óptica. En 2012, unos investigadores lograron transmisiones basadas en esta técnica con velocidades superiores a 2,5 Tbits/s usando ocho canales distintos en un rayo de luz, aunque sólo a un metro de distancia. Se sigue investigando cómo aplicar esta técnica en la comunicación óptica por el espacio libre.
El acceso múltiple por división de momento angular orbital de la luz no puede ser implementado en los sistemas de fibra óptica actuales basados en la fibra monomodo, pues no soporta distintos estados de la luz. Sería necesario el uso de fibra multimodo. Otro problema adicional para esta técnica es el que causa el acoplamiento de modos en la fibra óptica. Para 2012 ya era posible trasmitir estados OAM con una pureza del 97 % a 20 metros de distancia en fibras especiales.

## Demostración práctica en sistemas de fibra óptica
En el 2013, Bozinovic et. al. publicaron en la revista Science que habían logrado con éxito multiplexar señales mediante esta técnica a lo largo de 1,1 km de un canal de prueba. Este sistema fue capaz de transmitir cuatro canales diferentes de información mediante el uso de una fibra óptica con un índice de refracción que provocaba un vórtice óptico. También consiguieron usar simultáneamente este tipo de multiplexación con la multiplexación por división de longitud de onda, pero usando sólo dos modos de OAM.